# 2020年の地域リーグ (ラグビー)
2020年の地域リーグでは2020年のラグビーユニオンの各リーグについて記す。

## トップイースト
トップイーストは2021年1月23日開幕予定だったが、コロナの影響で複数チームからのリーグ戦参加辞退があったため、2021年1月15日、開催中止が発表された。 

## 関東社会人リーグ
関東社会人リーグは複数チームからの参加辞退など様々な理由でリーグ開催困難と判断して2021年1月15日、全カテゴリーでの全試合開催を中止した。

## トップウェスト
トップウェストは10月18日に開幕したが、コロナの感染拡大でシーズン途中で打ち切りとなった

## トップキュウシュウ
トップキュウシュウは9月開幕予定だったが、コロナの影響で安全上のリスクを考慮して開催を中止した。